# Clytus tropicus
Clytus tropicus је врста инсекта из реда тврдокрилаца (Coleoptera) и породице стрижибуба (Cerambycidae). Сврстана је у подпородицу Cerambycinae.

## Распрострањеност и станиште
Врста је распрострањена на подручју Европе (осим на северу) и западне Русије. У Србији је ретко бележена врста, среће се у листопадним шумама.

## Опис
Глава је црна, а теме са жутом пубесценцијом. Пронотум је црн са предњим и задњим угловима који су жути, скутелум је такође жут. Покрилца су црна са жутим попречним штрафтама и увек са браон раменским делом. Ноге су жућкастобраон боје са тамним фемурима. Антене су такође жућкастобраон боје, кратке до средње дужине. Дужина тела од 10 до 20 mm.

## Биологија
Животни циклус траје од годину до две године, ларве се развијају у мртвим стаблима и дебелим гранама, поготову у гранама на самим врховима дрвећа. Адулти се срећу на самој биљци домаћину у периоду од маја до јула. Као домаћини јављају се различите врсте листопадног дрвећа из родова Quercus, Prunus, Pyrus, итд. 

## Статус заштите
Врста се налази на Европској црвеној листи сапроксилних тврдокрилаца.

## Синоними
- Callidium tropicum Panzer, 1795
- Clytanthus tropicus (Panzer, 1795)
- Clytus mucronatus Castelnau & Gory, 1841 nec Fabricius, 1775